# ネイキッド!
『ネイキッド!』は日本のロック・バンドフラワーカンパニーズによって2022年9月7日に発表された19枚目のスタジオ・アルバムである。

## 概要
- 前作『36.2℃』以来、約2年ぶりにリリースされる作品である。コロナ禍以降に再開された全国ツアーの合間に、東京だけでなく鹿児島や高崎でもレコーディングを行って完成へと至った[1]。
- CDのみの通常盤と、通常盤に加え特典CDが付くファンクラブ限定盤の2形態で発売され、ファンクラブ限定盤の特典CDのジャケットアートワークはメンバーのミスター小西が担当している。

## 収録内容
| 全作詞: 鈴木圭介、全編曲: フラワーカンパニーズ。 |                          |           |                  |      |
| #                                                | タイトル                 | 作詞      | 作曲             | 時間 |
| 1.                                               | 「行ってきまーす」       | 鈴木圭介  | 鈴木圭介         | 3:20 |
| 2.                                               | 「歌のネイキッド」       | 鈴木圭介  | 鈴木圭介         | 2:59 |
| 3.                                               | 「借りもの競争」         | 鈴木圭介  | 鈴木圭介         | 3:55 |
| 4.                                               | 「私に流れる69」         | 鈴木圭介  | グレートマエカワ | 4:19 |
| 5.                                               | 「2月26日」              | 鈴木圭介  | 鈴木圭介         | 3:49 |
| 6.                                               | 「マンネリを責めないで」 | 鈴木圭介  | 鈴木圭介         | 2:50 |
| 7.                                               | 「晩秋の候」             | 鈴木圭介  | グレートマエカワ | 3:59 |
| 8.                                               | 「絶賛公開中」           | 鈴木圭介  | 鈴木圭介         | 2:59 |
| 9.                                               | 「人は人」               | 鈴木圭介  | グレートマエカワ | 2:32 |
| 10.                                              | 「十年後」               | 鈴木圭介  | 鈴木圭介         | 4:10 |
| 11.                                              | 「右脳と左脳」           | 鈴木圭介  | 鈴木圭介         | 2:05 |
| 合計時間:                                        | 合計時間:                | 合計時間: | 36:57            |      |

| #  | タイトル                 | 作詞 | 作曲・編曲 |
| -- | ------------------------ | ---- | ---------- |
| 1. | 「しろくま」             |      |            |
| 2. | 「Coming Soon」          |      |            |
| 3. | 「マカロニとほうれん草」 |      |            |

## 演奏
- 鈴木圭介 - ボーカル
- グレートマエカワ - ベース
- 竹安堅一 - ギター
- ミスター小西 - ドラムス